# Torre Quartier San Telmo
Quartier San Telmo es una torre residencial en el barrio porteño de San Telmo.
Diseñada por el estudio de arquitectura Camps-Tiscornia para la desarrolladora Argencons en 2008, comprende una torre con dos subsuelos de cocheras, planta baja y 27 pisos con departamentos en monoambiente, y de dos y tres ambientes, con una superficie de entre 30 y 90 m² según la tipología; además de un generoso parque con pérgola y piscina al aire libre con solárium, un quincho para eventos y un conjunto de locales comerciales para alquiler que dan a la calle Piedras. El edificio incluye un business center en el entrepiso sobre la planta baja, y el “Club Quartier” en el piso 27, que comprende un lounge, una piscina cubierta climatizada, un gimnasio, un sauna con vestuarios y una sala de masajes.
Entre los pisos 1° y 16°, cada nivel tiene 16 departamentos de 1 y 2 ambientes; mientras que del piso 17° al 24°, cada planta tiene 12 departamentos de 2 y 3 ambientes. Los pisos 25° y 26° tienen 10 departamentos de 2 ambientes cada uno.
Quartier San Telmo fue terminada a mediados de 2012, estando habitada desde entonces, es un éxito comercial en materia de alquileres y de usos mixtos. 